# Marssymbool

Marssymbool

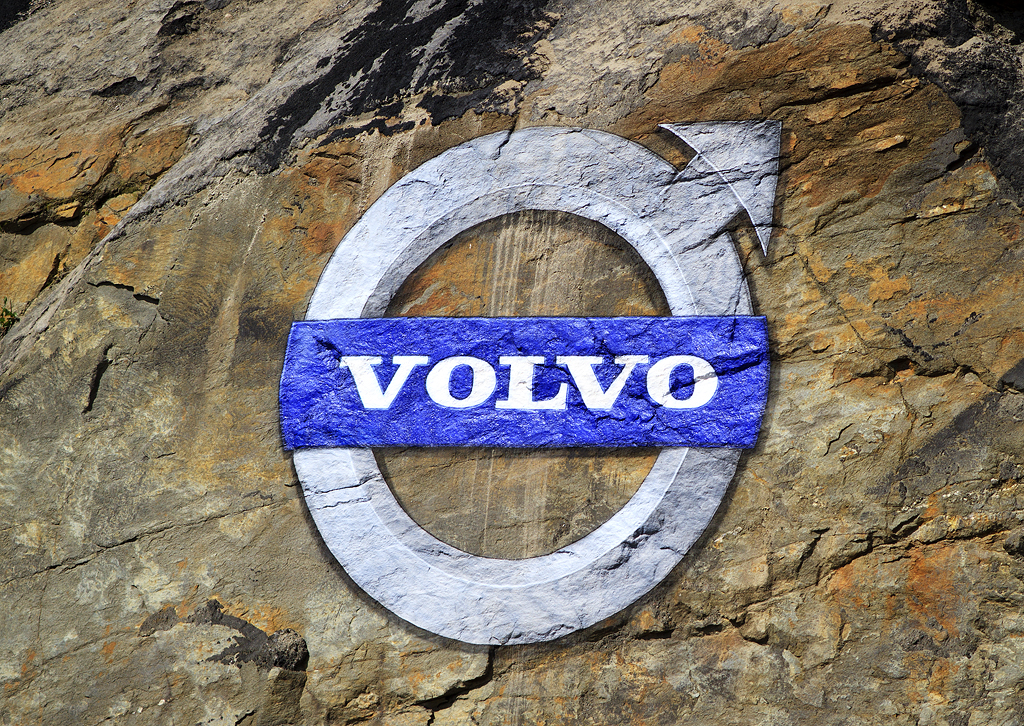
Logo Volvo met daarin het marssymbool

Het marssymbool (♂) is een grafisch teken. Het rondje symboliseert het schild en het pijltje de speer van de Romeinse god Mars. Het symbool heeft in Unicode de waarde U+2642. Het symbool wordt gebruikt om te verwijzen naar diverse zaken.
In de wetenschap:
- Het mannelijk geslacht
- De planeet Mars
- Het chemisch element ijzer

In de mythologie:
- De Romeinse god Mars of de Griekse god Ares

In vervoermiddelen:
- Gedeelte van het logo van Volvo Car Corporation.